# Palazzo Spinelli (Firenze)

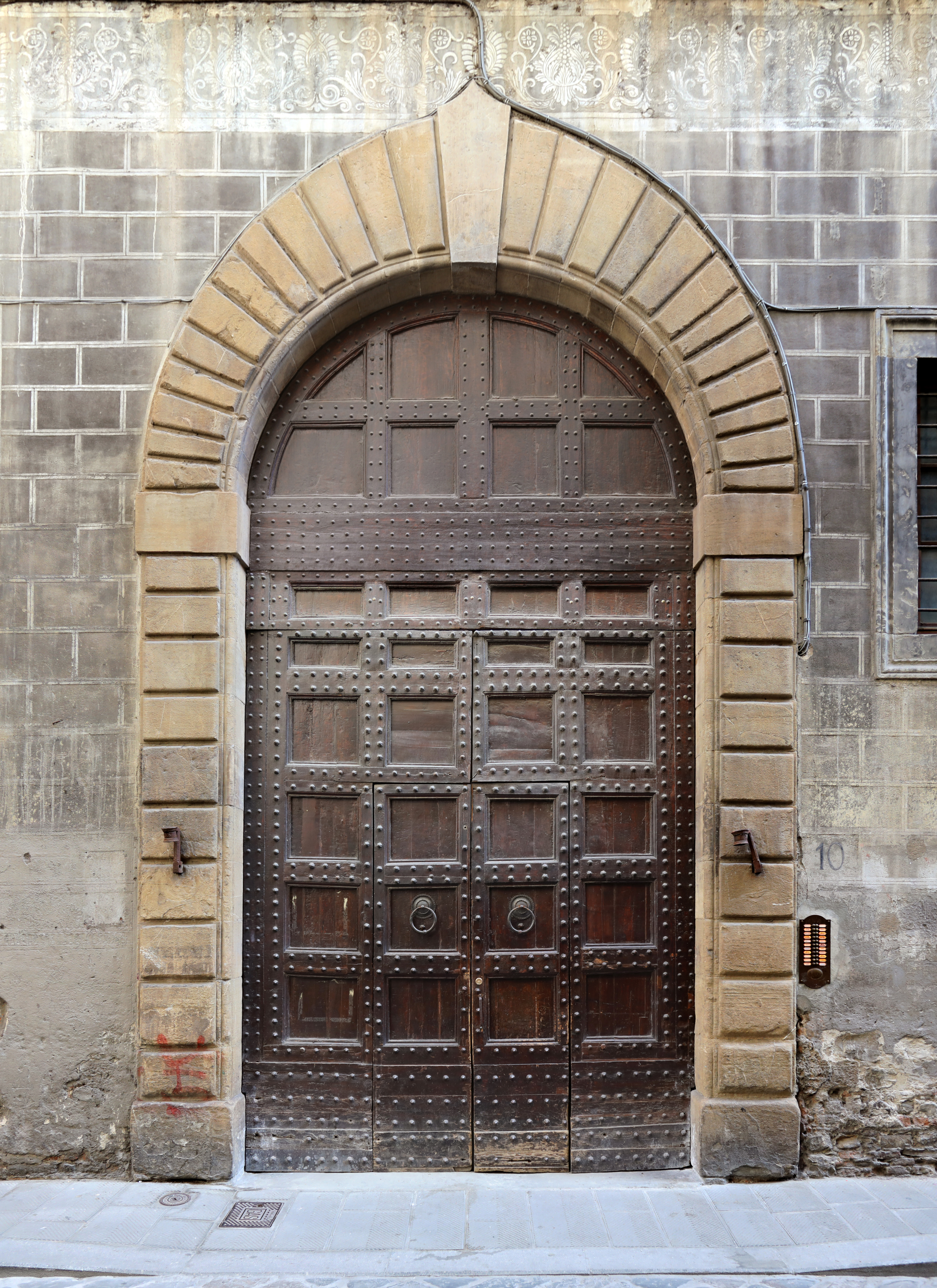
Portale

Palazzo Spinelli è un edificio storico di Firenze situato in Borgo Santa Croce 10.

## Storia
Il palazzo venne costruito tra il 1460 e il 1470 su alcune case preesistenti su commissione di Tommaso Spinelli, tesoriere di Paolo II e importante mecenate, finanziatore anche del secondo chiostro di Santa Croce e di una cappella nella chiesa stessa e che possedeva anche una casa a Roma e un palazzo sul Canal Grande a Venezia.
Il progetto del palazzo fiorentino viene attribuito a Bernardo Rossellino, già attivo a Santa Croce per lo Spinelli, sebbene sia stato fatto anche il nome del Cronaca. 
Rimase di proprietà degli Spinelli fino alla fine del XIX secolo, per poi passare per via ereditaria ai Rasponi di Ravenna, e in seguito, dal 1934, ai marchesi Malenchini che lo fecero restaurare dall'architetto livornese Lando Bartoli. 
Altri interventi si sono succeduti negli anni venti del Novecento da Mannelli e Cesare Benini (1922), dall'architetto Lando Bartoli tra il 1962 e il 1965 (con lavori che hanno inciso anche nella distribuzione degli spazi interni), e con i parziali lavori di consolidamento agli intonaci decorati eseguiti tra il 1994 e il 1997. 
Dal 1978 al 2010 il piano nobile dell'edificio è stato sede dell'Istituto per l'Arte e il Restauro e dell'Associazione no profit Palazzo Spinelli. 
Il palazzo appare nell'elenco redatto nel 1901 dalla Direzione Generale delle Antichità e Belle Arti, quale edificio monumentale da considerare patrimonio artistico nazionale.

## Descrizione

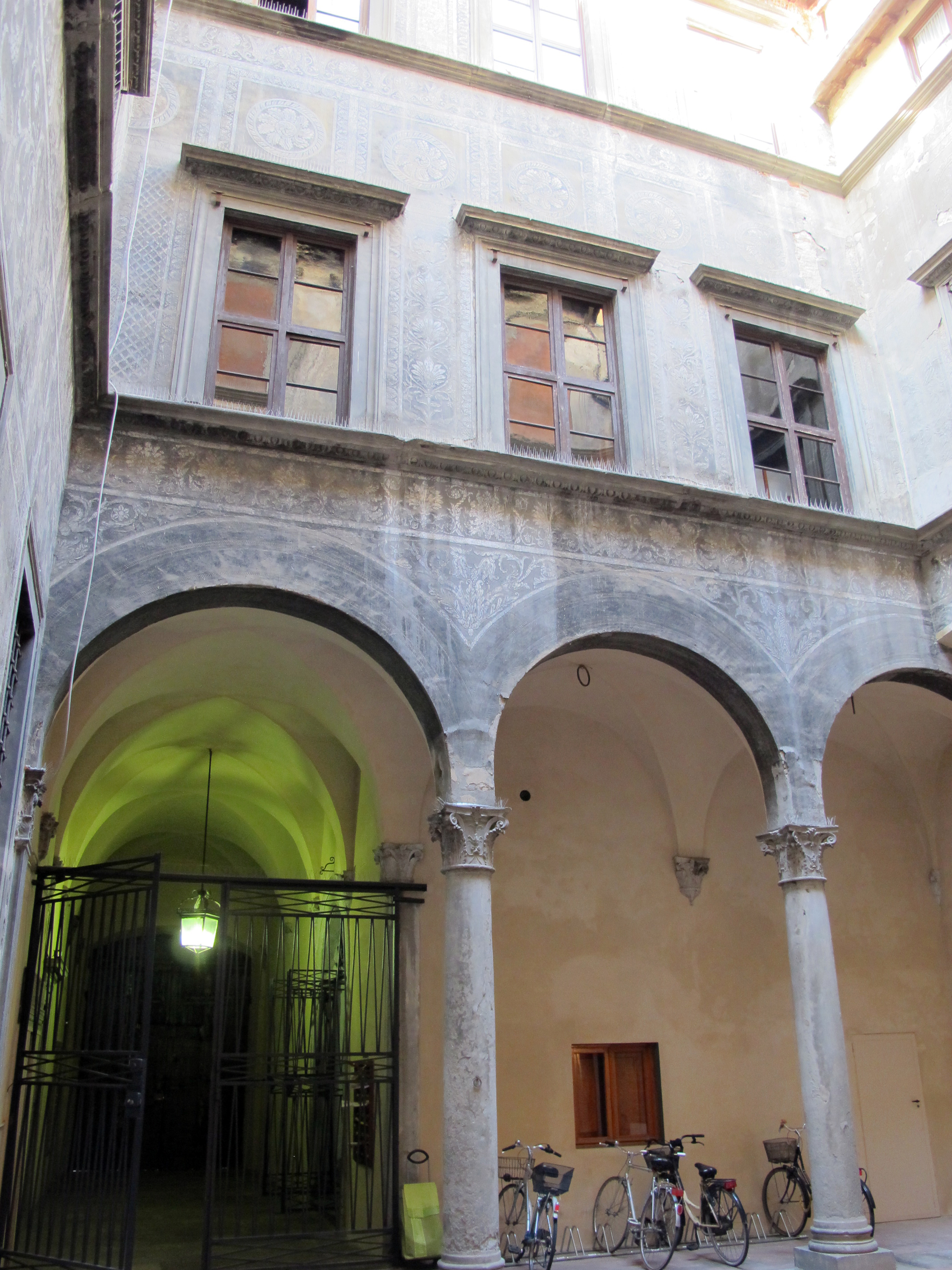
Il cortile

Caratteristica peculiare del palazzo sono i graffiti, più tardi, che ne decorano la facciata, con mattoncini al pian terreno e disegni floreali a monocromo ai piani superiori. La bella decorazione della facciata e del cortile è stata ugualmente ricondotta alla bottega di Bernardo Rossellino, attorno agli anni 1460-70: documentata da Stegmann e Geymüller tra quelle in miglior stato di conservazione della zona (come mostrano ancora le fotografie scattate negli anni sessanta) denuncia oggi la necessità di un nuovo e radicale restauro.
Il portale, di inusitata grandezza, quasi un'anticipazione dei più monumentali portoni cinquecenteschi, ha una cornice a bugnato poco sporgente. Leggermente fuori asse rispetto all'ingresso è un grande stemma scalpellinato ma ancora leggibile come proprio della famiglia Spinelli (partito, nel primo d'azzurro al leone d'oro, nel secondo di vaio). Nei graffiti si noti, all'altezza del primo piano, la fascia decorata con rose selvatiche, sempre alludenti, per via delle spine del gambo, alla casata. Si noti, inoltre, come i conci di pietra forte bocciardati che incorniciano le finestre siano commessi a piatto in modo da non costituire un aggetto rispetto al graffito, a conferma del progetto unitario dell'insieme, e di come il tetto sporga visibilmente, sempre al fine di costituire un'ampia zona d'ombra e di riparo alla decorazione. 
Le ante lignee del portone hanno la chiodatura in buona parte ancora originale e rispondente al disegno quattro cinquecentesco, purtroppo private, causa un furto avvenuto nel 2004, dei bei picchiotti in ferro. 
Il cortile centrale di aspetto ancora prettamente quattrocentesco, con un loggiato su due lati con arcate a tutto sesto sostenute da capitelli ispirati all'ordine corinzio,con foglie d'acanto includenti una infiorescenza a pannocchia, motivo presente anche nei graffiti di questa zona. Su un lato è presente un ballatoio sostenuto da beccatelli che richiama le architetture di Michelozzo, mentre in una nicchia a muro è inserito un pozzo coevo.
Anche nel cortile interno si trovano dei graffiti simili a quelli in facciata, dove spiccano due scene pittoriche con Ercole e il leone Nemeo ed Apollo e Dafne. Alcune figurazioni fingono imposte affacciate su cortile in trompe l'oeil. 
Lo scalone che porta al primo piano ha un raffinato gioco cromatico tra gli elementi in pietra serena, l'intonaco e il cotto fiorentino nei pavimenti ai pianerottoli. Negli interni vari ambienti presentano soffitti con decorazioni ottocentesche.